# لولو غارسيا-نافارو (صحفية أمريكية)
لورديس «لولو» غارسيا- نافارو بالإنجليزية Lourdes "Lulu" Garcia-Navarro هي صحفية أمريكية تستضيف برنامج بودكاست الرأي الإذاعي في صحيفة نيويورك تايمز، وكانت مقدمة برنامج عطلة نهاية الأسبوع في الإذاعة الوطنية العامة الأمريكية نسخة يوم الأحد من 2017 إلى 2021، عندما غادرت الإذاعة الوطنية بعد 17 عامًا من العمل في هذه الشبكة. عملت سابقًا كمراسلة أجنبية بصفة رئيسة مكتب الإذاعة الوطنية العامة في القدس من أبريل 2009 حتى نهاية عام 2012. أسفرت تغطية النزاع الإسرائيلي-الفلسطيني والبث الحي للتقارير الصحفية التي كانت تبعثها غارسيا-نافارو عن انتفاضات الربيع العربي عن إشادة واسعة لها مع حصولها على خمس جوائز في عام 2012، بما في ذلك جائزة إدوارد آر مورو  وجوائز بيبودي وذلك عن تغطيتها للثورة الليبية. ثم انتقلت إلى ريو دي جانيرو بالبرازيل لتغطي أمريكا الجنوبية. وصلت سلسلتها الإخبارية عن غابات الأمازون المطيرة إلى نهائيات الحصول على جائزة بيبودي وفازت بجائزة إدوارد ر. مورو (جمعية الأخبار الإذاعية والتلفزيونية الرقمية) لأفضل سلسلة إخبارية.

## النشأة والتعليم
ولدت غارسيا-نافارو في لندن بإنجلترا، وصرحت بأن والديها من أصول كوبية-بنمية" وأنها نشأت في ميامي. درست غارسيا-نافارو العلاقات الدولية في جامعة جورج تاون وحصلت لاحقًا على درجة الماجستير في الصحافة من جامعة سيتي لندن.

## الحياة المهنية
بدأت حياتها المهنية كصحفية مستقلة في هيئة الإذاعة البريطانية العالمية وإذاعة صوت أمريكا، وسافرت إلى كوبا وسوريا وبنما والعديد من الدول الأوروبية في مهمة خاصة بالإذاعتين.
وظفتها وكالة اسوشيتد برس كمنتجة عام 1999 وعملت لاحقًا في قسم الإذاعة بوكالة الأنباء، وأرسلتها الوكالة إلى كوسوفو في عام 1999وكولومبيا في عام 2000 وأفغانستان في عام 2001 وإسرائيل عام 2002 والعراق من 2002 إلى 2004.
سافرت غارسيا-نافارو إلى العراق في مهمة قبل غزو العراق 2003 وكانت من بين الصحفيين القلائل الذين غطوا الغزو كمراسلة أحادية الجانب.
انضمت غارسيا-نافارو إلى الإذاعة الوطنية العامة الأمريكية في نوفمبر 2004 بصفة رئيس مكتب مدينة مكسيكو، وانتقلت إلى بغداد في يناير 2008، حيث أشرفت على تغطية الإذاعة للعراق لأكثر من عام، ومن ثم انتقلت إلى القدس في ربيع عام 2009، وفي أبريل 2013 فتحت مكتباً للإذاعة الوطنية العامة الأمريكية في البرازيل.
حصلت غارسيا-نافارو على جائزة دانيال شور للصحافة لعام 2006 عن عملها في المكسيك. كانت تنتمي إلى الفرق التي حصلت على جائزة بيبودي لعام 2005 وجائزة ألفريد آي-العصا الفضية من جامعة كولومبيا، والتي كرمت بها لتغطيتها لتقارير الإذاعة الوطنية العامة حول العراق.
في فبراير 2011، كان غارسيا-نافارو في طليعة المراسلين الذين قدموا تقارير من شرق ليبيا حيث كانت الانتفاضة تكتسب قوتها، وعملت لعدة أشهر في مدن بنغازي وطرابلس والجبال الغربية التي يسيطر عليها المتمردون، حيث خاضت قوات المتمردين معارك ضارية ضد نظام العقيد معمر القذافي، وجعلتها تقارير الخطوط الأمامية تحوز على الثناء من بين أكثر الصحفيين الذين يغطون أحداث الربيع العربي.
إلى جانب جائزتي مورو وبيبودي، حصلت على جائزة أكس سيتي من جامعة سيتي في لندن لعام 2012،  وجائزة غرايسي للمراسل البارز،  وجائزة لويل توماس من نادي الصحافة عبر البحار.
من مقرها في البرازيل، غطت غارسيا-نافارو الاحتجاجات السياسية وفيروس زيكا والألعاب الأولمبية، وأصبحت المقدمة المنتظمة الجديدة لبرنامج إصدار نهاية الأسبوع الأحد في الإذاعة الوطنية العامة منذ 8 يناير 2017، واستكملت لاحقًا هذا الدور من خلال المشاركة في استضافة إصدار يوم السبت من بث الشبكة لبودكاست أب فيرست اليومي مع مقدم برنامج إصدار نهاية الاسبوع السبت الصحفي سكوت سايمون.
أعلنت غارسيا-نافارو في 9 سبتمبر 2021 من أنها ستغادر العمل في الإذاعة الوطنية اعتبارًا من 17 أكتوبر 2021. أعلنت شركة نيويورك تايمز في 30 سبتمبر 2021 بانضمام غارسيا-نافارو إلى فريق برنامج بودكاست الرأي الإذاعي الخاص بالشركة لتقديم بث بودكاست جديد «لاستكشاف الجانب الشخصي من الرأي».

## الحياة الشخصية
غارسيا-نافارو متزوجة من جيمس هايدر الصحفي البريطاني العامل في جريدة التايمز اللندنية. ولديهما بنت، وفي عام 2017، أضحت غارسيا-نافارو مواطنة أمريكية.

## الجوائز
- جائزة دانيال شور للصحافة
- جائزة ألفريد آي-العصا الفضية من جامعة كولومبيا
- جائزة لويل توماس
- جائزة إدوارد ر. مورو
- جائزة بيبودي
- جائزة غرايسي للمراسل المتميز
- جائزة جامعة سيتي لندن أكس سيتي

## الروابط الخارجية
- NPR: لولو جارسيا نافارو